# 大陸工程
大陸工程股份有限公司（英語：Continental Engineering Corporation）是台灣一家大型營造公司，前身為1941年由殷之浩於中國四川創立的「偉達營造廠」，1945年於重慶市改組更為現名。1948年遷往台灣，並參與多項重大公共建設。

## 沿革

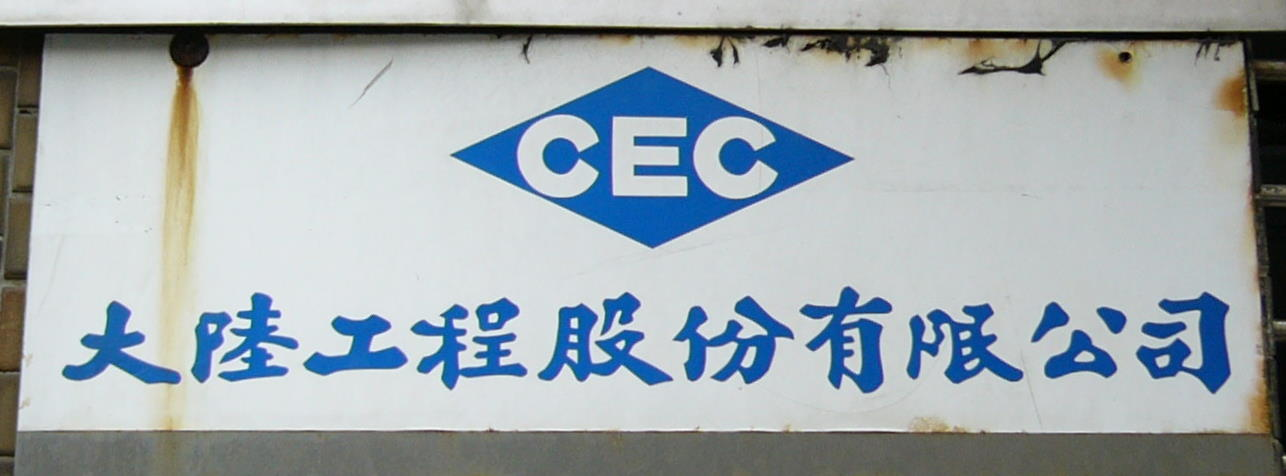
大陸工程已廢止的第一代標誌

1941年殷之浩於中國四川省創立「偉達營造廠」，1945年於重慶市改組更名為「大陸工程」，其名稱是由英文名「Continental」直譯，期許「在幅員廣闊的陸地上，立下無所不在的基業」。同年中國抗日戰爭結束後大陸工程遷往上海市，並在南京及台北成立分公司。
1948年隨中華民國政府遷台，該公司結束在中國大陸的業務。遷往台灣後陸續完成東海大學校舍、台北清真寺、台北榮民總醫院、圓山大飯店等工程。
1964年，立法院通過國軍退除役榮民輔導條例，該法給予退輔會屬下榮民工程事業管理處在投標公共工程議價特權，大陸工程因此將業務重心移至海外。
1986年起陸續承接台北捷運與高速公路等交通工程。
1994年8月4日，大陸工程在臺灣證券交易所股票上市，股票代碼2526。

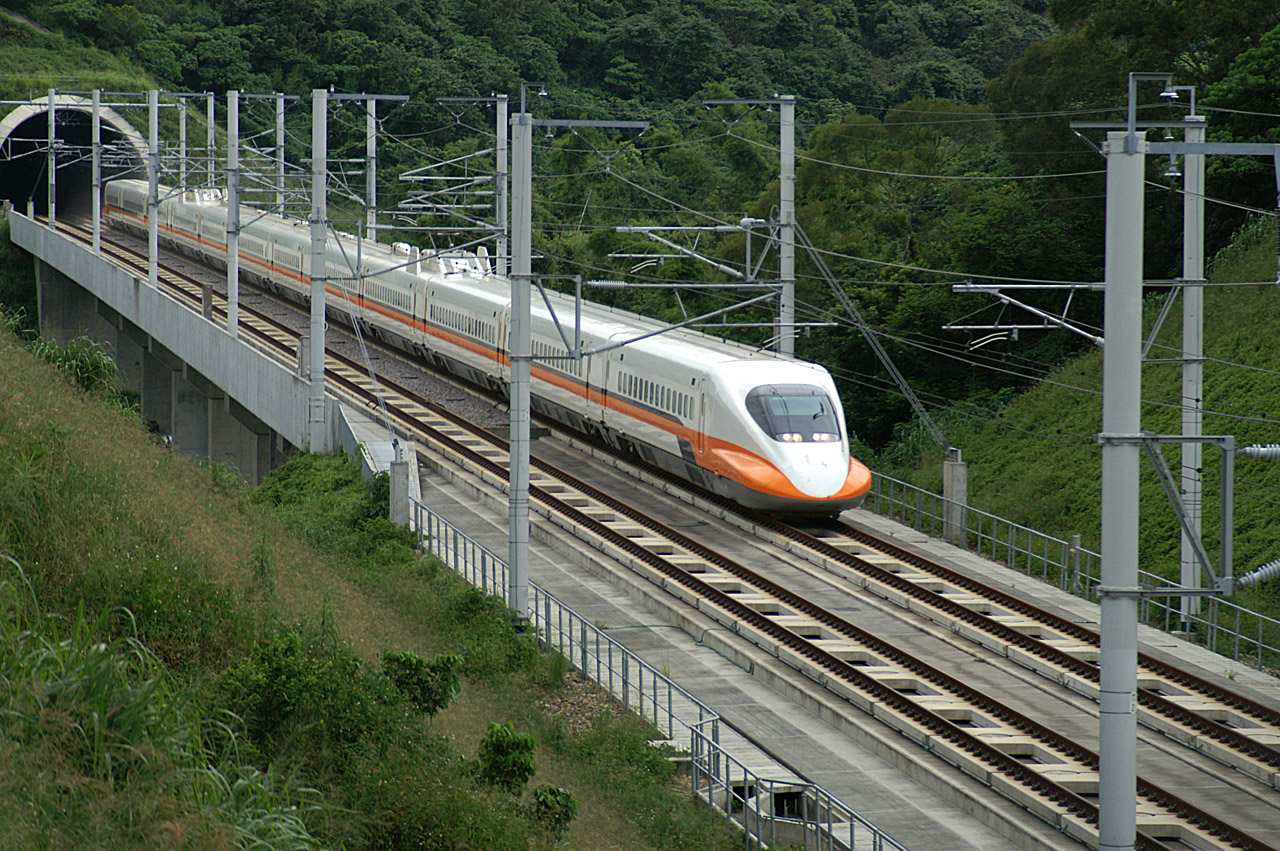
台灣高速鐵路

1996年，大陸工程與富邦集團、東元集團、太電集團、長榮集團組成「台灣高速鐵路企業聯盟」，合作投標台灣高速鐵路BOT案，該聯盟在隔年取得高鐵建設優先議約權。1998年5月，正式成立台灣高速鐵路股份有限公司，由大陸工程董事長殷琪兼任高鐵公司首任董事長，大陸工程也承接了高鐵部分工程。
2007年1月，台灣高鐵通車。至2009年9月，高鐵通車後虧損持續擴大超過700億。同月22日臨時董事會，殷琪辭去高鐵董事長職務。
2010年4月8日以股份轉換成立「欣陸投資控股公司」，大陸工程下市並轉換為其完全持股的子公司。6月2日，進行不動產開發的大陸工程建設事業處獨立為「大陸建設公司」。
2017年5月23日，欣陸投控執行長洪義乾表示停止承接印度、馬來西亞的工程，尤其印度市場是公司虧損的主要原因；法規制度的不同、風土民情及文化上的差異，讓印度所承攬的工程進度一再拖延並吃上官司；至於馬來西亞，因為當地法律規定，大陸工程不能獨自承包、必須依附在馬國本地廠商下，自由度不足，不看好獲利。2019年1月7日大陸工程總經理洪義乾退休，由英籍Simon Buttery擔任執行長。
2021年12月31日大陸工程宣布轉型成「閉鎖公司」，2022年1月17日大陸工程董事會改組為單設母公司，欣陸投控一席法人董事，董事長殷琪卸任。

## 著名建設

### 捷運工程
- 台北捷運新蘆線CK570J標
- 台北捷運板南線CP261標、CN256標、土城機廠CD550標
- 台北捷運內湖線CB420標
- 台北捷運信義線CR580A標
- 台北捷運萬大線CQ840標、CQ842標、CQ850A標
- 台北捷運環狀線北機廠CF680C標、南環段CF670A標、CF670標、北環段CF690B標
- 臺中捷運烏日文心北屯線北屯機廠及G0站CJ910標、G10至G17站CJ930標
- 桃園國際機場捷運CU02標、中壢延伸段CM01標、蘆竹機廠土建工程
- 桃園捷運綠線GC01標高架段統包工程、GC03標統包工程(JV)
- 印度德里捷運BC-16標、第三期Mukund Pur – Yamuna Vihar Corridor CC-04標
- 印度班加羅爾捷運第一期UG-02標
- 印度諾伊達地鐵工程
- 馬來西亞吉隆坡捷運加影線Package C隧道工程
- 澳門輕軌一期路氹城段

### 鐵路工程
- 台灣高速鐵路S250、S295、C260、C270
- 台鐵桃園鐵路地下化CJ17標
- 台鐵台中鐵路高架CCL331標
- 台鐵花東鐵路電氣化C314標山里隧道
- 台鐵台南鐵路地下化C211標、C214標
- 台鐵嘉義鐵路高架化C601標臨時軌土建工程

### 道路工程
- 中山高速公路五股楊梅高架道路C910標(北上59K+031~71K+057)
- 東西向快速公路八里新店線及臺一線高架新建工程
- 東西向快速公路臺西古坑線大卑斗南段工程E507標~E510標
- 東西向快速公路高雄潮州線五甲-上寮段工程E802~E806標
- 東西向快速公路東石嘉義縣E607標
- 環東大道
- 蘇花公路改善計畫C2標仁水隧道
- 福爾摩沙高速公路碧潭橋
- 台64線東西向快速道路八里新店線觀音山隧道
- 苗栗縣新東大橋
- 南二高高雄環線C393Z標
- 啟德發展計劃 -前跑道南面發展項目第二期
- 香港田廈路及丹桂村路擴闊工程
- 印度連接 Mukarba 及 Wazirabab 之外環道路
- 印度NH-44國道拓寬工程C-12標& C-13標
- 印度NH-76國道工程RJ-7標
- 海德拉巴市外環道路

### 建築工程

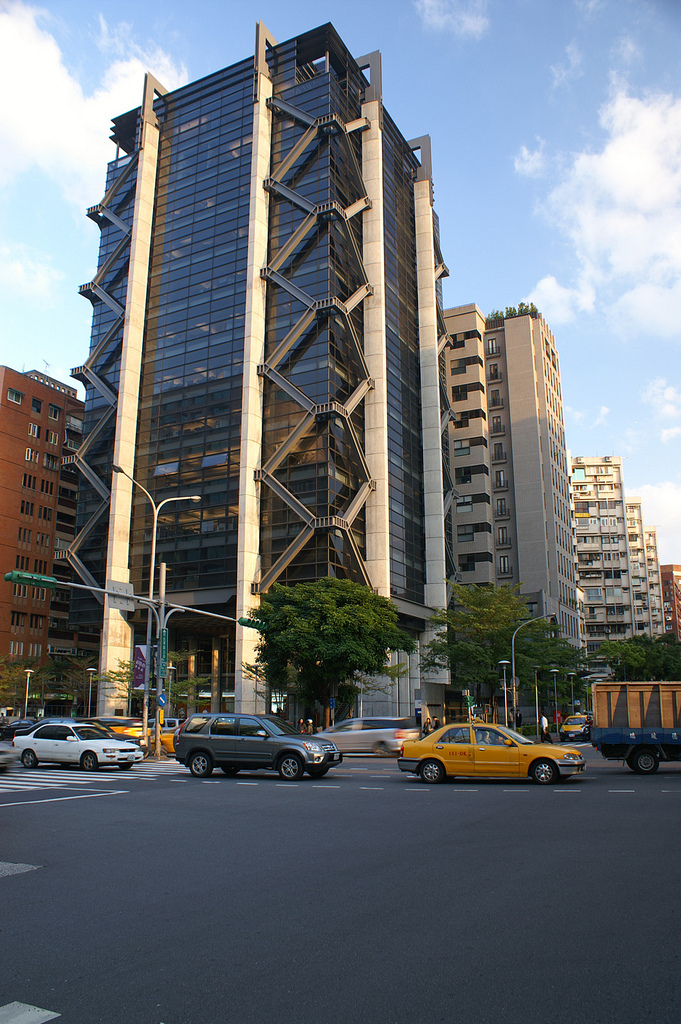
漢德民生大樓為大陸工程1999-2004年企業總部

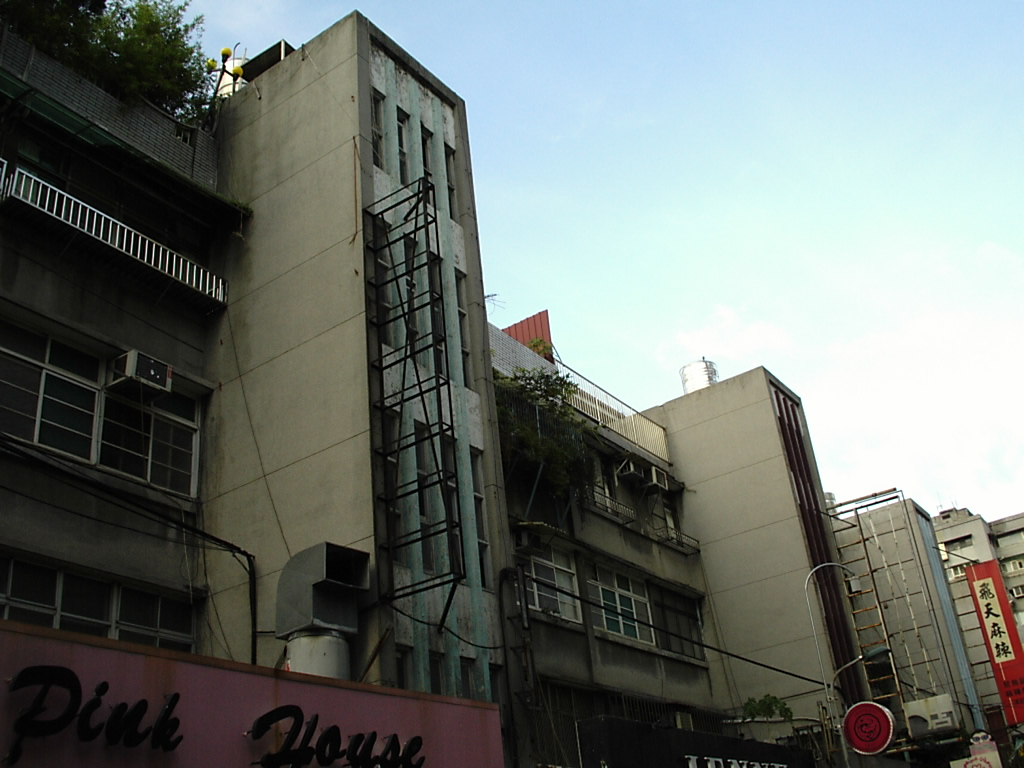
光武新邨之西邨

- 圓山大飯店
- 臺北榮民總醫院
- 三峽恩主公醫院
- 法鼓學院
- 廣慈博愛園區E標
- 臺南藝術學院音像記錄館
- 臺北市南港機廠基地公共住宅
- 國立交通大學資訊圖書中心
- 和信醫院教育研究大樓
- 國立臺灣大學生醫工程館
- 光武新邨
- 臺灣工業銀行總部
- 漢德民生大樓
- 蘇比克灣工業園
- 阿曼TIT
- 宜華國際觀光旅館
- 敦南大樓
- 琢白
- 琢青
- 寶格
- 麗格La Bella vita
- 豐蒔

### 其他
- 林口火力發電廠改建工程
- 台灣電力公司松湖~大安、深美~大安345kV電纜線路潛盾洞道暨附屬機電統包工程
- 雲林縣湖山水庫大壩
- 左營軍港「N-WH計畫」過港隧道工程
- 啟德發展計畫-前跑道南面發展項目的基礎設施工程第二期
- 舊金山-奧克蘭海灣大橋[來源請求]
- 信基大樓

### 機電工程
- 台北市立兒童新樂園機電工程
- 台北南港展覽館2館機電工程
- 南港機廠公宅機電案
- 中華電信板橋網路數據資料中心機電工程
- 華固建設華固天鑄機電工程
- 華邦電子竹北辦公大樓機電工程

## 外部連結
- 大陸工程 （页面存档备份，存于）
- CEC International Corporation India （页面存档备份，存于）